# Montner
Montner – miejscowość i gmina we Francji, w regionie Oksytania, w departamencie Pireneje Wschodnie.
Według danych na rok 1990 gminę zamieszkiwało 261 osób, a gęstość zaludnienia wynosiła 24 osoby/km² (wśród 1545 gmin Langwedocji-Roussillon Montner plasuje się na 656. miejscu pod względem liczby ludności, natomiast pod względem powierzchni na miejscu 704.). 

## Zabytki
Zabytki na terenie gminy posiadające status monument historique:
- kościół św. Jakuba (Église Saint-Jacques de Montner)

## Populacja

Populacja Montner w latach 1962–2008